# Гульбище-II (пам'ятка природи)
Гульбище-ІІ — ботанічна пам'ятка природи місцевого значення в Україні. Розташований у межах Чернігівського району Чернігівської області, на південний схід від села Пенязівка.
Площа 1,5 га. Статус присвоєно згідно з рішенням Чернігівського облвиконкому від 28.08.1989 року № 164. Перебуває у віданні ДП «Чернігівське лісове господарство» (Дроздівське л-во, кв. 10, вид. 9).
Статус присвоєно для збереження ділянки лісового масиву з цінними насадженнями дуба.
Пам'ятка природи розташована в межах ботанічного заказника «Селецьке».